# Biała Podlaska (gemeente)
De gemeente Biała Podlaska is een landgemeente in het Poolse woiwodschap Lublin, in powiat Bialski.
De zetel van de gemeente is in Biała Podlaska.
Op 30 juni 2004 telde de gemeente 12 049 inwoners.

## Oppervlakte gegevens
In 2002 bedroeg de totale oppervlakte van gemeente Biała Podlaska 324,76 km², waarvan:
- agrarisch gebied: 66%
- bossen: 27%

De gemeente beslaat 11,79% van de totale oppervlakte van de powiat.

## Demografie
Stand op 30 juni 2004:
| Omschrijving                   | Totaal | Totaal | Vrouwen | Vrouwen | Mannen | Mannen |
| ------------------------------ | ------ | ------ | ------- | ------- | ------ | ------ |
| eenheid                        | aantal | %      | aantal  | %       | aantal | %      |
| inwoners                       | 12 049 | 100    | 6003    | 49,8    | 6046   | 50,2   |
| bevolkingsdichtheid (inw./km²) | 37,1   | 37,1   | 18,5    | 18,5    | 18,6   | 18,6   |

In 2002 bedroeg het gemiddelde inkomen per inwoner 1272,02 zł.

## Administratieve plaatsen (sołectwo)
Cełujki, Cicibór Duży, Cicibór Mały, Czosnówka, Dokudów Drugi, Dokudów Pierwszy, Grabanów, Grabanów-Kolonia, Hola, Hrud, Husinka, Janówka, Jaźwiny, Julków-Zacisze, Kaliłów, Krzymowskie, Lisy, Łukowce, Michałówka, Młyniec, Nowy Sławacinek, Ortel Książęcy Drugi-Ogrodniki, Ortel Książęcy Pierwszy, Perkowice, Pojelce, Porosiuki, Pólko, Rakowiska, Roskosz, Sitnik, Stary Sławacinek, Styrzyniec, Surmacze, Swory, Sycyna, Terebela, Wilczyn-Kamieniczne, Woroniec, Woskrzenice Duże, Woskrzenice Małe, Wólka Plebańska, Zabłocie.

## Aangrenzende gemeenten
m. Biała Podlaska, Drelów, Huszlew, Janów Podlaski, Leśna Podlaska, Łomazy, Międzyrzec Podlaski, Piszczac, Rokitno, Zalesie,